# Bidens amplectens
Bidens amplectens е вид растение от семейство Сложноцветни (Asteraceae). Видът е световно застрашен, със статут Уязвим.

## Разпространение
Разпространен е в САЩ (Хавайски острови).